# Джош Пек
Джош Пек (англ. Joshua Peck; нар. 11 листопада 1986, Нью-Йорк, США) — американський актор і комік, режисер і продюсер. Найбільшу популярність йому принесла роль Джоша в американському телесеріалі «Дрейк і Джош». Він почав свою акторську кар'єру дитиною в кінці 1990-х років, і став відомим для юної аудиторії після виступу на Шоу Аманди. Відтоді він знявся у фільмах «Жорстокий струмок», «Школа виживання», «Божевілля», і «Червоний світанок».

## Біографія

### Дитинство
Джош Пек народився на Манхеттені (Нью-Йорк), в районі Клінтон, також відомому як Пекельна кухня. На момент його народження батьки Джоша не перебували у шлюбі, й в житті зі своїм біологічним батьком він ніколи не бачився. Його виховували лише мати Барбара, професійний тренер, і бабуся по материнській лінії. Майже все дитинство майбутнього актора пройшло у маленькій однокімнатній квартирі, в якій вони жили удвох з матір'ю. За його власними словами: «грошей було мало, так що я спав на дивані, а вона на ліжку». Мати Джоша — єврейка, що справило значний вплив на становлення його почуття гумору. Один з його улюблених жартів про самого себе: «Я народився під час Великої Депресії — депресії моєї матері». З раннього дитинства Джош хворів на астму, і тому пропускав заняття й залишався вдома, сидячи перед телевізором і дивлячись старі комедії. Навчався він у державній школі PPAS (Professional Performing Arts School) — навчальному закладі, заснованому в 1990 році. Учні PPAS поряд з обов'язковою загальноосвітньою програмою займаються музикою, вокалом, вивчають акторську майстерність. Про самого себе Джош розповідає так: «єврейська дитина, яка виросла в Нью-Йорку і просто намагається пробитися у житті». Зі шкільних років улюбленим жанром Джоша Пека стала комедія. Протягом більшої частини свого життя мав надмірну вагу, й жарти для нього стали захистом від хуліганів: «Якщо мені здавалося, що інша дитина збирається посміятися з мене, я починав сміятися першим» — розповідає Пек, який почав виступати в нью-йоркській стенд-ап камеді у віці 10 років, — «я негайно вдавався до комедії, як до свого захисту». Про те, щоб брати участь в стенд-ап камеді, Джош мріяв з восьми років, а в дев'ять він брав участь у постановках нью-йоркського молодіжного музичного театру TADA!

### Кар'єра
Згодом Пек став актором у місцевому дитячому театрі, а також брав участь в стенд-ап комедії в Клубі Комедії Керолайн для фонду Одрі Гепберн. У віці 14 років йому запропонували роль на Шоу Аманди і, за порадою його матері, він прийняв роль й переїхав до Лос-Анджелесу, щоб далі продовжити акторську кар'єру.
Дебют його фільму «Сніговий день» відбувся у 2000 році, і при цьому він також регулярно виступав на Шоу Аманди. Пек знявся разом з Алекс Ді Лінц та Зена Ґрей у фільмі «Max Keeble's Big Move», який вийшов на екрани 5 жовтня 2001 року. У 2001 році його запросили знятися в епізоді у популярній драмі NBC «Thy Will Be Done». Протягом цього періоду Джош знявся в декількох незалежних фільмах, у тому числі у «Вищому пілотажі» і у 2004 році в фільмі «Жорстокий струмок», за що отримав схвальні відгуки критиків. Він пробувався також на роль Джоша Ніколса, протилежної ролі Дрейка Белла і Дрейка Паркера. Серіал на Нікелодеон «Дрейк і Джош» (Drake & Josh), який почав транслюватися в 2004 році, отримав визнання серед молодої аудиторії. Джош Ніколс, був розумний, цікавий, і організований.
У серіалі «Дрейк і Джош», Джош був розумніший і за характером спокійніший, за його брат Дрейка (Дрейк Белл) і сестру Меган (Міранда Косґроув). Також Дрейк і Джош разом виконали популярну пісню Soul Man. У 2006 році Белл і Пек знялися у  власному фільмі «Дрейк і Джош їдуть в Голлівуд», а 2007 року знялися у фільмі «Дрейк і Джош: Реально Великі Креведки». У 2008 році Джош був номінований на Nickelodeon Kids' Choice Awards, як улюблений телевізійний актор, за роботу в «Дрейк і Джош».
Джош з'являється в серіалі «Вікторія-переможниця».

### Приватне життя
Улюблені актори Джоша, які надихнули його: Річард Прайор, Джекі Глісон, Джері Льюїс, Білл Косбі, Бен Кінгслі і Морган Фрімен. Пек, як і його найкращий в реальному житті друг Дрейк Белл, грає на фортепіано. У третьому сезоні Дрейк і Джош, Пек був значно худішим, ніж у перших сезонах, а в четвертому сезоні він втратив ще більше ваги. За даними інтерв'ю 2006 року, Джошуа заявив:
|  | Я усвідомив, що я міг би бути щасливішими, якщо схудну. Я сів на дієту пів року тому, найняв особистого тренера і зараз я веду здоровий спосіб життя. Крім того, я вважаю, що, я повинен бути зразком для наслідування, адже мене часто показують по телебаченню. Я дійсно не розумію, чому я повинен бути зразком для наслідування, але я знаю, що роблять діти дивлячись на мене, так що це мій обов'язок мотивувати людей і бути взірцем. Я сподіваюся, що я можу зробити щось для дітей. Не має жодного значення, як ти виглядаєш, але все-таки треба бути дурником |

## Фільмографія
| Актор     | Актор                                                                     | Актор                                         | Актор |
| Рік       | Назва фільму                                                              | Роль                                          |       |
| --------- | ------------------------------------------------------------------------- | --------------------------------------------- | ----- |
| 2023      | Оппенгеймер / Oppenheimer                                                 | Кеннет Бейнбрідж                              |       |
| 2015      | Денні Коллінз / Danny Collins                                             | Нікі Ернст                                    |       |
| 2013      | Битва року/Battle of the Year                                             | Лінкольн                                      |       |
| 2012      | Льодовиковий період 4: Континентальний дрейф / Ice Age: Continental Drift | Едді (озвучення)                              |       |
| 2012      | ATM                                                                       | Корі                                          |       |
| 2011      | Червоний світанок / Red Dawn                                              | Метт Екерт                                    |       |
| 2010      | Вікторія-переможниця / Victorious                                         | Джош Ніколс                                   |       |
| 2009      | Льодовиковий період 3: Ера динозаврів / Ice Age: Dawn of the Dinosaurs    | Едді (озвучення)                              |       |
| 2009      | Запасне скло / What Goes Up                                               | Джим Лемента                                  |       |
| 2009      | Прибульці на горищі / Aliens in the Attic                                 | Спаркс (озвучення)                            |       |
| 2009      | Американський примітив / Wild About Harry                                 | Спок Уайт                                     |       |
| 2008      | Школа виживання / Drillbit Taylor                                         | Ронні                                         |       |
| 2008      | Безумство / The Wackness                                                  | Люк Шапіро                                    |       |
| 2008      | Щасливого Різдва, Дрейк і Джош / Merry Christmas, Drake & Josh            | Джош Ніколс                                   |       |
| 2007—2008 | АйКарлі / iCarly                                                          | Джош Ніколс (хроніка, у титрах не зазначений) |       |
| 2006      | Особливий хлопець — тупий супергерой / Special                            | Джой                                          |       |
| 2006      | Льодовиковий період 2: Глобальне потепління / Ice Age: The Meltdown       | Едді (озвучення)                              |       |
| 2006      | Льодовиковий період 2: Глобальне потепління / Ice Age: The Meltdown (гра) | Едді (озвучення)                              |       |
| 2006      | Дрейк і Джош в Голлівуді / Drake and Josh Go Hollywood                    | Джош Ніколс                                   |       |
| 2005      | Крейзі / Havoc                                                            | Джош Рубін                                    |       |
| 2004      | Жорстокий струмок / Mean Creek                                            | Джордж Туні                                   |       |
| 2004      | Дрейк і Джош / Drake & Josh                                               | Джош Ніколс                                   |       |
| 2002      | Вищий пілотаж / Spun                                                      | Товстий хлопчик                               |       |
| 2002—2004 | Whatever Happened to Robot Jones?                                         | Lenny                                         |       |
| 2002—2004 | Команда нашого двору / Codename: Kids Next Door                           | Нумбух                                        |       |
| 2002—2004 | Що новенького, Скубі-Ду? / What `s New, Scooby-Doo?                       | Даміан                                        |       |
| 2001      | Mad TV Live and Almost Legal                                              | Син сусіда                                    |       |
| 2001      | Відплата Макса Кібла / Max Keeble `s Big Move                             | Робі                                          |       |
| 2001—2004 | Захисник / The Guardian                                                   | Кріс Репп                                     |       |
| 2001—2004 | Самурай Джек / Samurai Jack                                               | інопланетна дитина                            |       |
| 2000      | Новоприбулі / The Newcomers                                               | Слім                                          |       |
| 2000      | Що трапилося з роботом Джонс?                                             | Ленні                                         |       |
| 2000      | Сніговий день / Snow Day                                                  | Уейн Елворт                                   |       |
| 1999—2002 | Шоу Аманди                                                                | Постійне роль                                 |       |
| 1999—2009 | Гріффіни / Family Guy                                                     | Чарлі                                         |       |
| 1995—2009 | MADtv                                                                     | Jeffrey Lugz                                  |       |
| 1994—2009 | Швидка допомога / ER                                                      | Nick Stevens                                  |       |

| Продюсер | Продюсер                       | Продюсер | Продюсер |
| -------- | ------------------------------ | -------- | -------- |
| 2008     | Щасливого Різдва, Дрейк і Джош | Джош Пек |          |

| Режисер | Режисер                     | Режисер  | Режисер |
| ------- | --------------------------- | -------- | ------- |
| 2008    | Дрейк і Джош / Drake & Josh | Джош Пек |         |